# Euseius ho
Euseius ho är en spindeldjursart som först beskrevs av De Leon 1965.  Euseius ho ingår i släktet Euseius och familjen Phytoseiidae. Inga underarter finns listade i Catalogue of Life.